# محند الصالح يويو
محند الصالح يويو سياسي جزائري، شغل منصب وزير البريد والمواصلات بحكومة حمداني.